# Sierra de Chamá
Die Sierra de Chamá ist eine ca. 200 km lange und bis zu ca. 2300 m hohe Gebirgskette im Süden des Departamento Alta Verapaz in der geografischen Mitte Guatemalas. Sie bildet die östliche Fortsetzung der Sierra de los Cuchumatanes.

## Geografie
Die etwa 200 bis 250 km nördlich von Guatemala-Stadt gelegene Sierra de Chamá ist nichtvulkanischen Ursprungs, sondern besteht in der Hauptsache aus Kalkstein. Richtung Norden zerfällt die zwischen 1500 und 2300 m hohe Bergkette in mehrere deutlich niedrigere Bergstöcke. Die westliche Grenze bildet der Río Chixoy; wichtigster Fluss ist der im Izabal-See mündende Río Cahabón. Das Klima ist gemäßigt und regenreich (ca. 2000 mm/Jahr).

## Orte
Die verwaltungsmäßig in mehrere Municipios gegliederte Bergkette ist vergleichsweise dicht besiedelt; das gesamte Gebiet ist von Abwanderung betroffen. Die bedeutendsten und hochgelegensten Municipios sind Cobán (ca. 250.000), San Pedro Carchá (ca. 150.000), San Juan Chamelco (ca. 50.000), San Cristóbal Verapaz (ca. 50.000), Santa María Cahabón (ca. 50.000), Tactic (ca. 30.000) und Santa Cruz Verapaz (ca. 25.000).

## Wirtschaft
Die gesamte Region ist überwiegend kleinbäuerlich-landwirtschaftlich orientiert; eine besondere Rolle spielt der seit der Mitte des 19. Jahrhunderts – zunächst von deutschen Einwanderern – betriebene Anbau von Kaffee und Kardamom.

## Sehenswürdigkeiten
Außer den landschaftlichen Attraktion wie etwa dem Río Cahabon bei Semuc Champey gibt es einige kolonialzeitliche Kirchen – darunter vor allem die Kathedrale des Bistums Verapaz in Cobán. Einige mayazeitliche Kleinfunde sind im Museo del Principe Maya in Cobán ausgestellt.